# Jean-Philippe Bec
Pour les articles homonymes, voir Bec (homonymie).
Jean-Philippe Bec, né le 29 novembre 1968 à Toulouse, est un compositeur français.

## Chronologie des études
Jean-Philippe Bec fait ses premières études musicales au conservatoire de Toulouse. Poursuivant ses études de piano au Conservatoire royal de Bruxelles, il obtient un premier prix en 1991 et un prix de perfectionnement en 1995. Il travaille alors de manière intense avec Jean Fassina.
Il entre au 1996 au Conservatoire national supérieur de musique de Paris, où il obtient plusieurs premiers prix notamment dans les classes de Gérard Grisey, Thierry Escaich et Marc-André Dalbavie. Il obtient dans le même établissement les diplômes de formation supérieure en écriture, et en composition.
Il poursuit sa formation à la Casa de Velázquez ayant intégré la 72e promotion (2001-2002)

## Son œuvre
Elle a notamment eu comme interprètes : Emmanuel Strosser, François Salque, David Alan Miller, l'ensemble Ictus, l'ensemble Télémaque, Soli-tutti, l’Orchestre national de France, l’Orchestre symphonique de Montréal, l’Orchestre symphonique national du Portugal dans de grands festivals de création musicale comme Présences à Radio-France (2003, 2004, 2006), Montréal Nouvelles Musiques (2003), ENSEMS (Valence, Espagne - 2003), Mare Nostrum (Estoril, Portugal - 2004) et Robeco Zomerconcerten au Concertgebouw d'Amsterdam (2005).

## Autres
Jean-Philippe Bec est membre de la section artistique de la Casa de Velázquez (Madrid).
Il a été pour les saisons 2004 à 2006 le premier compositeur en résidence de l’histoire de l'Orchestre national du Capitole de Toulouse. Depuis octobre 2007, il est directeur du conservatoire de Saint-Michel-sur-Orge (Essonne)